# Габріелла Боск'єро
Габріелла Боск'єро (італ. Gabriella Boschiero; нар. 13 січня 1972) — колишня італійська тенісистка.
Найвищу одиночну позицію світового рейтингу — 174 місце досягла 11 вересня 1995, парну — 247 місце — 6 липня 1992 року.
Здобула 5 одиночних та 4 парні титули.

## Фінали ITF
| турніри $25,000 |
| турніри $10,000 |

### Одиночний розряд: 6 (5–1)
| Результат | Ранг | Дата           | Турнір                      | Покриття | Суперниця           | Рахунок        |
| --------- | ---- | -------------- | --------------------------- | -------- | ------------------- | -------------- |
| Перемога  | 1.   | 1 липня 1991   | ITF Палермо, Італія         | Ґрунт    | Ліхіні Веерасурія   | 5–7, 6–4, ret. |
| Перемога  | 2.   | 23 серпня 1993 | ITF Ла-Спеція, Італія       | Ґрунт    | Паола Тампієрі      | 6–3, 6–4       |
| Перемога  | 3.   | 25 липня 1994  | ITF Суб'яко, Італія         | Ґрунт    | Емануела Санджорджі | 6–0, 6–0       |
| Перемога  | 4.   | 29 серпня 1994 | ITF Маріна ді Масса, Італія | Ґрунт    | Стефанія Піффері    | 6–4, 6–4       |
| Перемога  | 5.   | 1 липня 1996   | ITF Сецце, Італія           | Ґрунт    | Катя Ковач          | 6–0, 6–1       |
| Поразка   | 1.   | 15 липня 1996  | ITF Ф'юмічіно, Італія       | Ґрунт    | Емануела Санджорджі | 2–6, 6–3, 2–6  |

### Парний розряд: 10 (4–6)
| Результат | Ранг | Дата           | Турнір                | Покриття   | Партнерка          | Суперниці                            | Рахунок       |
| --------- | ---- | -------------- | --------------------- | ---------- | ------------------ | ------------------------------------ | ------------- |
| Поразка   | 1.   | 10 червня 1991 | ITF Рим, Італія       | Ґрунт      | Федеріка Рікадонна | Моніка Кратохвілова Жанетта Гусарова | 4–6, 2–6      |
| Поразка   | 2.   | 29 липня 1991  | ITF Ачиреале, Італія  | Ґрунт      | Кайлі Джонсон      | Джастін Годдер Деніелл Джонс         | 4–6, 4–6      |
| Поразка   | 3.   | 5 серпня 1991  | ITF Ніколозі, Італія  | Тверде     | Кайлі Джонсон      | Тан Мінь Лі Фан                      | 0–6, 6–7(3)   |
| Перемога  | 1.   | 21 жовтня 1991 | ITF Ліс, Швейцарія    | Тверде (i) | Мая Палавершич     | Мая Мурич Петра Рихтарич             | 3–6, 6–1, 7–5 |
| Перемога  | 2.   | 27 квітня 1992 | ITF Риччоне, Італія   | Ґрунт      | Петра Рацлавська   | Моніка Кратохвілова Мая Палавершич   | 3–6, 6–3, 6–1 |
| Поразка   | 4.   | 23 серпня 1993 | ITF Ла-Спеція, Італія | Ґрунт      | Клара Благова      | Емануела Брузаті Крістіна Сальві     | 6–7, 5–7      |
| Перемога  | 3.   | 25 липня 1994  | ITF Суб'яко, Італія   | Ґрунт      | Сара Вентура       | Федеріка Мальдіні Моніка Скартоні    | 6–2, 6–0      |
| Перемога  | 4.   | 5 вересня 1994 | ITF Сполето, Італія   | Ґрунт      | Флора Перфетті     | Емануела Брузаті Крістіна Сальві     | 6–3, 6–4      |
| Поразка   | 5.   | 7 липня 1996   | ITF Сецце, Італія     | Ґрунт      | Вероніка Стеле     | Франческа Гвардільї Андрея Ванк      | 6–0, 2–6, 3–6 |
| Поразка   | 6.   | 21 липня 1996  | ITF Ф'юмічіно, Італія | Ґрунт      | Сара Вентура       | Андрея Ехрітт-Ванк Теодора Недева    | 0–6, 3–6      |